# Dépé
 (avril 2020).
Si vous disposez d'ouvrages ou d'articles de référence ou si vous connaissez des sites web de qualité traitant du thème abordé ici, merci de compléter l'article en donnant les références utiles à sa vérifiabilité et en les liant à la section « Notes et références ».
Dépé, de son vrai nom David Pellet, né le 15 mars 1973 à La Réunion, est un dessinateur de bande dessinée français, également actif dans le monde du jeu vidéo et du dessin animé.

## Œuvre

### Albums
- Les Contes de Brocéliande, Soleil Productions, collection Soleil Celtic
  1.  Du Rififi en Bretagne, scénario de Philippe Chanoinat, dessins de Philippe Castaza, Dépé et Christophe Babonneau, 2006  (ISBN 2-84946-450-3)
- Les fabuleux voyages de Meegritt - Écosse terre de légendes, scénario de Michel Rodrigue, Le Lombard, 2012  (ISBN 978-2-8036-3041-7)
- Don Quichotte, scénario de Djian et Philippe Chanoinat d'après l'œuvre éponyme de Miguel de Cervantes, Glénat, collection Les incontournables de la littérature en BD, 2010  (ISBN 978-2-357-10105-0)
- Les Lames de Yulinn, scénario de Mortenzen, Soleil Productions
  1. L'Aube du Mal, 2007  (ISBN 978-2-84946-793-0)
- Les Révoltés de Galdamesh, scénario de Thierry Guigues, Cléopas
  1. La prophétie des Argolides, 2012  (ISBN 978-2-917283-42-4)

### Jeux vidéo
- Petz: Horse Club, 2008, artiste
- Arthur et la Vengeance de Maltazard, 2010, artiste
- Shad'O, 2012, scénario et direction artistique
- Agatha Christie: The ABC Murders, 2016, graphiste
- Tom Clancy's Ghost Recon Wildlands, 2017, artiste principal